# 宾嫩马斯
宾嫩马斯（荷蘭語：Binnenmaas，荷蘭語：[ˈbɪnə(n)maːs] ⓘ）是荷兰南荷兰省的一个旧市镇。2004年人口19,245。面积54.91 km²，其中4.57 km²为水域。该市镇因宾嫩马斯湖得名。2019年1月1日，宾嫩马斯与市镇克罗姆斯特赖恩、科伦代克、旧拜耶兰和斯特赖恩合并为新市镇“胡克瑟瓦尔德”（Hoeksche Waard）。